# Gjelsvikfjella
Gjelsvikfjella är ett berg i Antarktis. Det ligger i Östantarktis. Norge gör anspråk på området. Toppen på Gjelsvikfjella är 2 306 meter över havet, eller 10 meter över den omgivande terrängen. Bredden vid basen är 0,22 km.
Terrängen runt Gjelsvikfjella är kuperad åt sydost, men åt nordväst är den bergig. Trakten är glest befolkad. Närmaste befolkade plats är Troll research station, 13,4 kilometer nordväst om Gjelsvikfjella. 